# Информационное искусство

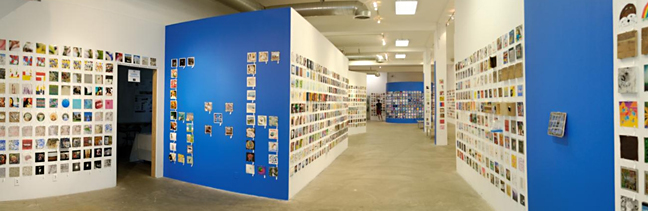
Центр современного искусства Рочестер

Информационное искусство (также известное как информатизм) ― течение в современном искусстве, которое характеризуется массивным использованием электронных данных, методов информатики, информационных технологий и искусственного интеллекта. 
Информационная революция привела к избыточному количеству данных, которые имеют решающее значение в самого широком спектре областей: от Интернета до системы здравоохранения. Информатизм по своему содержанию относится к концептуальному искусству, электронному искусству и новому медиаискусству. Данное течение отражает новый технологический, экономический и культурный сдвиг парадигмы искусства. Художественные работы информатизма могут нести социальный посыл, синтезировать различные научные дисциплины и развивать новую эстетику. Информационное искусство зачастую предполагает сочетание междисциплинарных подходов:изобразительного искусства, саунд-арта, анализа данных, перформансов и т.д. Кроме того, информатизм подразумевает тесное взаимодействие человека с компьютером, в результате чего и создаются произведения искусства на основе обработки больших объёмов данных.

## История
Информационное искусство имеет свою долгую историю. В целом данное течение искусства представляет собой визуализацию качественных и количественных данных, которые являются основой компьютерной науки, технологий и управления. Информационный дизайн и информационная графика, которые существовали и до изобретения методов электронных вычислений и до возникновения Интернета, были тесно связаны с новым развивающимся художественным течением. Всеобщее признание информационное искусство получило благодаря художественной выставке 1970 года под названием «Информация», проведённой в Музее современного искусства в Нью-Йорке под руководством куратора Кинастон МакШайна. Это были те годы, когда концептуальное искусство становилось ведущей тенденцией как в Соединённых Штатах, так и на международном уровне ― а информатизм, соответственно, относится к этому виду искусства. Примерно в то же время развернула свою деятельность творческое объединение художников и инженеров под названием «Experiments in Art and Technology» (ЕАТ). 

### Современность
Информационное искусство выражается в использовании различных источников данных, таких как фотографии, данные переписи населения, видеоклипы, результаты работы поисковых систем, образцы цифровой живописи, сетевые сигналы и т. д. В информатизме такие данные преобразуются, анализируются и интерпретируются для передачи некоторого общественного посыла и просто ради создания эстетически приятного объекта. При работе с большими данными художники могут использовать статистику и машинное обучение для поиска значимых шаблонов, которые приводят в действие аудио, визуальные и другие формы репрезентации. В последнее время информатизм используется в интерактивных и генеративных установках, которые часто динамически связаны с электронными данными и аналитическими конвейерами. 